# 2002 en sport automobile
Chronologie du Sport automobile
2001 en sport automobile - 2002 en sport automobile - 2003 en sport automobile
Les faits marquants de l'année 2002 en Sport automobile

## Par mois

### Janvier
- 20 janvier (Rallye) : Tommi Mäkinen remporte le Rallye automobile Monte-Carlo (sa 4e consécutive sur ce rallye) au volant d'une Subaru Impreza.

### Mars
- 3 mars : Grand Prix automobile d'Australie.
- 17 mars, (Formule 1) : Grand Prix automobile de Malaisie.
- 31 mars, (Formule 1) : Grand Prix automobile du Brésil.

### Avril
- 14 avril : Michael Schumacher (Ferrari) remporte la 56e victoire de sa carrière en s'imposant, sur le circuit Dino et Enzo Ferrari à Imola, lors du Grand Prix de Saint-Marin de Formule 1, devant son coéquipier brésilien Rubens Barrichello et son frère Ralf (Williams-BMW).
- 28 avril (Formule 1) : Grand Prix automobile d'Espagne.

### Mai
- 12 mai (Formule 1) : Grand Prix automobile d'Autriche.
- 26 mai :
  - (Formule 1) : Grand Prix automobile de Monaco.
  - Hélio Castroneves gagne la course des 500 miles d'Indianapolis.

### Juin
- 9 juin (Formule 1) : Grand Prix automobile du Canada.
- 15 juin : départ de la soixante-dixième édition des 24 Heures du Mans.
- 16 juin (24 Heures du Mans) : les 24H sont enlevées par l'écurie Audi avec les pilotes Frank Biela, Tom Kristensen et Emanuele Pirro.
- 23 juin (Formule 1) : Grand Prix automobile d'Europe.

### Juillet
- 7 juillet (Formule 1) : Grand Prix automobile de Grande-Bretagne.
- 21 juillet (Formule 1) : Michael Schumacher remporte son 5e titre mondial dès le Grand Prix de France, et devient donc le second pilote à atteindre ce nombre avec Juan Manuel Fangio.
- 28 juillet (Formule 1) : Grand Prix automobile d'Allemagne.

### Août
- 18 août (Formule 1) : Grand Prix automobile de Hongrie. Alors qu'il reste encore quatre Grand Prix à courir, Michael Schumacher est déjà assuré du gain du Championnat du monde de Formule 1 au volant d'une Ferrari.

### Septembre
- 1er septembre (Formule 1) : Grand Prix automobile de Belgique.
- 15 septembre (Formule 1) : Grand Prix automobile d'Italie.
- 29 septembre (Formule 1) : Grand Prix automobile des États-Unis.

### Octobre
- 5 octobre : American Le Mans Challenge 2002.
- 6 octobre :
  - en remportant le Rallye de Nouvelle-Zélande, le finlandais Marcus Grönholm s'assure du titre à deux épreuves de la fin de saison.
  - 500 kilomètres de Donington FIA GT 2002
- 12 octobre : Petit Le Mans 2002.
- 13 octobre (Formule 1) : Grand Prix automobile du Japon.
- 20 octobre : 500 kilomètres d'Estoril FIA GT 2002.

### Novembre
- 16 au 17 novembre : Grand Prix de Macao de Formule 3 2002.

## Naissances
- 11 Février : Liam Lawson, Pilote automobile Néo-Zélandais

## Décès
- 7 janvier : Geoff Crossley, pilote anglais de Formule 1. (° 11 mai 1921).
- 27 janvier : John James, pilote anglais de course automobile. (° 10 mai 1914).
- 9 avril : Jean Estager, pilote de rallyes français. (° 3 août 1919 ).
- 13 avril : Desmond Titterington, pilote automobile britannique de Formule 1. (° 1er mai 1928).
- 20 mai : Bob Grossman, pilote automobile américain, (° 10 décembre 1922).

- 6 août: Jim Crawford, pilote anglais qui participa à 2 grands prix de Formule 1 en 1975 et à plusieurs reprises aux 500 miles d'Indianapolis.